# Intrall Lubo
Intrall Lubo – prototyp samochodu dostawczego firmy Intrall, który miał zostać wprowadzony do produkcji seryjnej w 2007 roku, jednak z powodu bankructwa firmy nigdy do tego nie doszło.

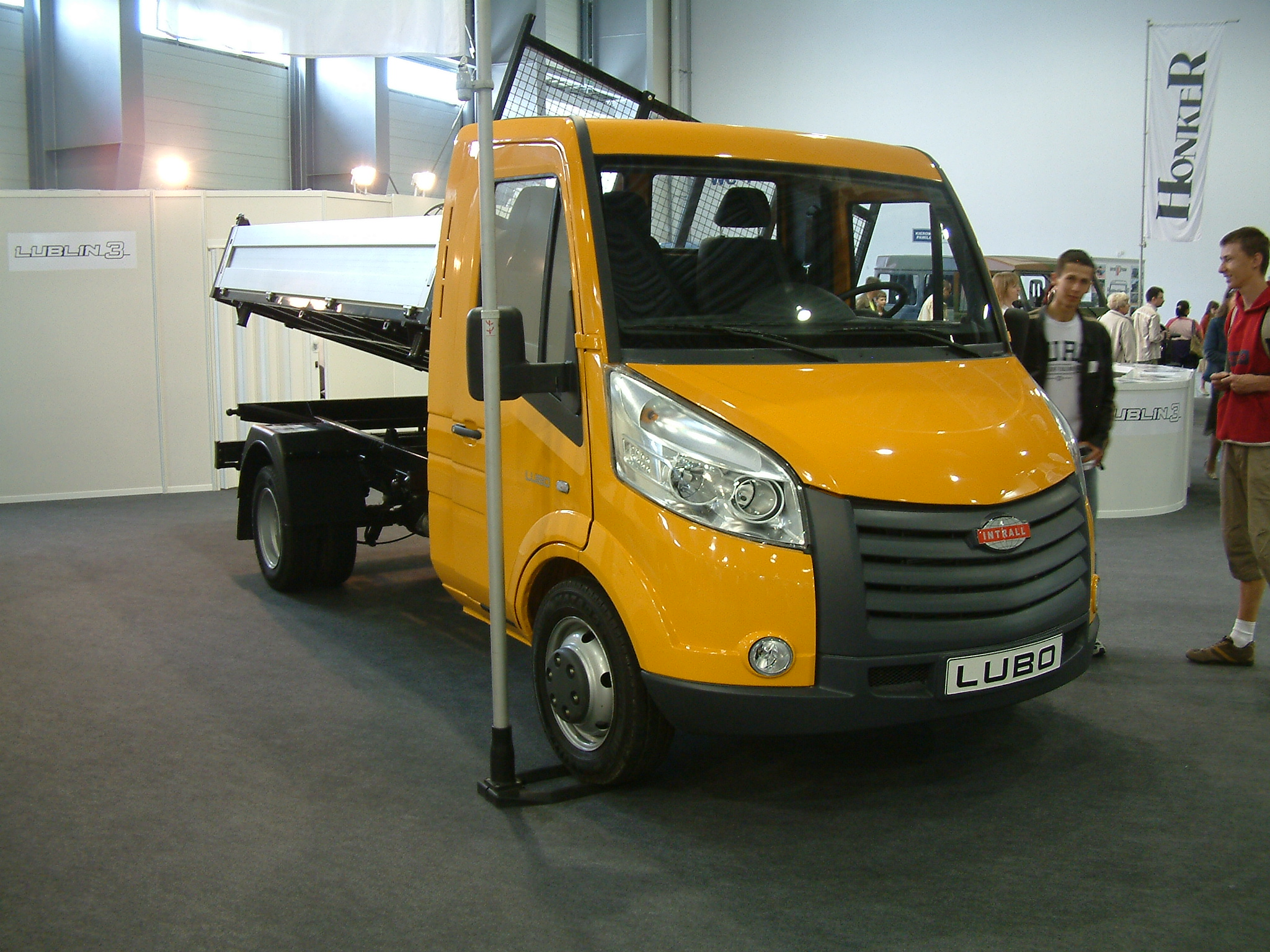
Prototyp ze skrzynią ładunkową zaprezentowany podczas Poznańskich Spotkań Motoryzacyjnych

## Historia i opis pojazdu
Firma Intrall należąca do rosyjskiego biznesmena, po przejęciu w 2003 roku zakładów Daewoo Motor Polska postanowiła wszcząć projekt zastąpienia Lublina nowym modelem. 
15 września 2006 roku zaprezentowano prototyp Intrall Lubo − samochodu opracowanego od podstaw przez polskich i rosyjskich inżynierów. Cztery dni później Lubo został pokazany szerszej publiczności na targach IAA w Hanowerze.
Lubo cechuje się odważną stylistyką nie tylko karoserii, ale także i wnętrza, gdzie zestaw wskaźników umiejscowiono na środku deski rozdzielczej podobnie jak w LDV Maxus. Karoseria Lubo jest podwójnie ocynkowana, przez co Intrall chciał zapewnić wieloletnią gwarancję na żywotność karoserii.
W standardowym wyposażeniu Lubo przewidywano poduszki powietrzne dla kierowcy i pasażera, układy ABS i EBD, immobilizer w kluczyku, regulowaną kolumnę kierownicy, centralny zamek, elektrycznie sterowane szyby, ogrzewane lusterka, klimatyzację, czujnik parkowania, regulowane fotele, trzypunktowe pasy bezpieczeństwa, podwójną kanapę obok fotela kierowcy z regulacją zagłówka.
Produkcja seryjna Lubo miała ruszyć w drugim kwartale 2007 roku, jednak ze względu na kłopoty techniczne (zbyt późne homologowanie silników spełniających normę Euro 4) i wynikające z nich kłopoty finansowe (upadłość firmy Intrall Polska) jej uruchomienie nie nastąpiło. Firma Intrall poszukiwała partnerów do wznowienia produkcji, ale bezskutecznie.
W 2011 roku rosyjskie konsorcjum planowało zbudować w okolicach Szczecina fabrykę aut oraz centrum badawczo-rozwojowe. Pierwszym produkowanym modelem miał być Lubo. 

## Wersje
Lubo miał być oferowany w około 40 wersjach w tym:
- van (6304, 6504, 6506, 6508, 6906)[6]

| Model           | 6304         | 6504         | 6506        | 6508      | 6906      |
| --------------- | ------------ | ------------ | ----------- | --------- | --------- |
| DMC             | 2,9 t        | 3,5 t        | 3,5 t       | 3,5 t     | 4,6 t     |
| Rozstaw osi     | 2900 mm      | 3433 mm      | 3433 mm     | 3433 mm   | 4040 mm   |
| Długość         | 4945 mm      | 5477 mm      | 5477 mm     | 5477 mm   | 6615 mm   |
| Szerokość       | 1955 mm      | 1955 mm      | 1955 mm     | 1955 mm   | 1955 mm   |
| Wysokość        | 2297 mm      | 2507 mm      | 2507 mm     | 2697 mm   | 2507 mm   |
| Silnik          | Andoria ADCR | Andoria ADCR | VM 428 DOHC | Iveco F1C | Iveco F1C |
| Skrzynia biegów | 5 biegów     | 5 biegów     | 5 biegów    | 6 biegów  | 6 biegów  |
| Napęd           | tylny        | tylny        | tylny       | tylny     | tylny     |

- bus (6316, 6514, 6516, 6518, 6916)[6]

| Model           | 6316      | 6518        | 6514         | 6516      | 6916      |
| --------------- | --------- | ----------- | ------------ | --------- | --------- |
| DMC             | 2,9 t     | 3,5 t       | 3,5 t        | 3,5 t     | 4,6 t     |
| Rozstaw osi     | 2900 mm   | 3433 mm     | 3433 mm      | 3433 mm   | 4040 mm   |
| Długość         | 5477 mm   | 5477 mm     | 5477 mm      | 5477 mm   | 6615 mm   |
| Szerokość       | 1955 mm   | 1955 mm     | 1955 mm      | 1955 mm   | 1955 mm   |
| Wysokość        | 2297 mm   | 2507 mm     | 2507 mm      | 2697 mm   | 2507 mm   |
| Silnik          | Iveco F1A | VM 428 DOHC | Andoria ADCR | Iveco F1C | Iveco F1C |
| Skrzynia biegów | 5 biegów  | 5 biegów    | 5 biegów     | 6 biegów  | 6 biegów  |
| Napęd           | tylny     | tylny       | tylny        | tylny     | tylny     |

- podwozie pod zabudowę (6594, 6796, 6996)[6]

| Model           | 6594         | 6796      | 6996      |
| --------------- | ------------ | --------- | --------- |
| DMC             | 3,5 t        | 4,6 t     | 4,6 t     |
| Rozstaw osi     | 3433 mm      | 3750 mm   | 4040 mm   |
| Długość         | 5514 mm      | 6222 mm   | 6512 mm   |
| Szerokość       | 1955 mm      | 1955 mm   | 1955 mm   |
| Wysokość        | 2282 mm      | 2282 mm   | 2282 mm   |
| Silnik          | Andoria ADCR | Iveco F1C | Iveco F1C |
| Skrzynia biegów | 5 biegów     | 6 biegów  | 6 biegów  |
| Napęd           | tylny        | tylny     | tylny     |

- skrzyniowa (6554, 6756, 6956)[6]

| Model           | 6554         | 6756      | 6956      |
| --------------- | ------------ | --------- | --------- |
| DMC             | 3,5 t        | 4,6 t     | 4,6 t     |
| Rozstaw osi     | 3433 mm      | 3750 mm   | 4040 mm   |
| Długość         | 5614 mm      | 6322 mm   | 6612 mm   |
| Szerokość       | 2164 mm      | 2164 mm   | 2164 mm   |
| Wysokość        | 2282 mm      | 2282 mm   | 2282 mm   |
| Silnik          | Andoria ADCR | Iveco F1C | Iveco F1C |
| Skrzynia biegów | 5 biegów     | 6 biegów  | 6 biegów  |
| Napęd           | tylny        | tylny     | tylny     |

- kontenerowy (6574, 6776, 6976)[6]

| Model           | 6574         | 6776      | 6976      |
| --------------- | ------------ | --------- | --------- |
| DMC             | 3,5 t        | 4,6 t     | 4,6 t     |
| Rozstaw osi     | 3433 mm      | 3750 mm   | 4040 mm   |
| Długość         | 5614 mm      | 6322 mm   | 6612 mm   |
| Szerokość       | 2100 mm      | 2100 mm   | 2100 mm   |
| Wysokość        | 2282 mm      | 2282 mm   | 2282 mm   |
| Silnik          | Andoria ADCR | Iveco F1C | Iveco F1C |
| Skrzynia biegów | 5 biegów     | 6 biegów  | 6 biegów  |
| Napęd           | tylny        | tylny     | tylny     |

- skrzyniowa z podwójną kabiną (6544, 6746, 6946)[6]

| Model           | 6544         | 6746      | 6946      |
| --------------- | ------------ | --------- | --------- |
| DMC             | 3,5 t        | 4,6 t     | 4,6 t     |
| Rozstaw osi     | 3433 mm      | 3750 mm   | 4040 mm   |
| Długość         | 5614 mm      | 6322 mm   | 6612 mm   |
| Szerokość       | 2164 mm      | 2164 mm   | 2164 mm   |
| Wysokość        | 2282 mm      | 2282 mm   | 2282 mm   |
| Silnik          | Andoria ADCR | Iveco F1C | Iveco F1C |
| Skrzynia biegów | 5 biegów     | 6 biegów  | 6 biegów  |
| Napęd           | tylny        | tylny     | tylny     |

## Przewidywane silniki
| Silnik         | Andoria ADCR          | Iveco F1A             | Iveco F1C             | VM 428 DOHC           |
| -------------- | --------------------- | --------------------- | --------------------- | --------------------- |
| Cylindry       | R4                    | R4                    | R4                    | R4                    |
| Pojemność      | 2636 cm³              | 2287 cm³              | 2998 cm³              | 2776 cm³              |
| Moc            | 85 kW                 | 85 kW                 | 107 kW                | 95 kW                 |
| Moment obr.    | 270 Nm /1800 obr./min | 270 Nm /1800 obr./min | 360 Nm /1500 obr./min | 300 Nm /1800 obr./min |
| Prędkość maks. | 130 km/h              | 130 km/h              | 130 km/h              |                       |